# Niansanarié
Niansanarié est une commune du Mali, dans l'arrondissement de Konio, cercle de Djenné et la région de Mopti.

## Villages
La commune s'étend sur 6 localités relevées lors du recensement général de 2009. 
Les villages les plus peuplés sont :
- Kéké (1 638 habitants)
- N'Golla (1 020 habitants)